# Антична романизация
Романизация (на английски: Romanisation, Romanization; на латински: Romanus) е вземане на латинския език и цивилизация от други, най-често завоювани народи.
Романизацията е езиково и културно напасване чрез промяна на собствената форма на култура и вземане на римската. Романизацията става често чрез ветераните, които носят римската култура и се женят за живеещите отдавна на територията на завоювания народ. Романизират се северните и северозападните региони на Европа, които по време на завладяването им нямат собствена високоразвита писмена култура.
Романизацията започва в 3 век пр.н.е. През 2 век това продължава чрез наподобяване на градовете на Рим с неговите храмове, арени, театри.